# Idrsko

Lega kraja v Atlasu okolja

Idrsko je vas ob glavni cesti Kobarid - Tolmin, 2 km jugovzhodno od Kobarida. Vas leži nad potokom Idrija in pod Matajurjem (1642 m). Idrija se pod vasjo izliva v Sočo, v vasi se odcepi cesta na jugozahod, strmo v hrib, proti Livku in naprej proti Benečiji. Iz vasi je lep pogled na Krn (2244 m) in druge gore, ki obkrožajo kobariško kotlino.
V katastrofalnem potresu leta 1976 je bilo veliko starih hiš tako poškodovanih, da jih je bilo treba porušiti. Novogradnje so spremenile podobo vasi.